# Унана
Унана (сопка Унана) - згаслий вулкан, розташований за 15 км на північний захід від Тауншиця, на півострові Камчатка, Росія. Вулкан утворився 200-300 тисяч років тому. Діаметр основи приблизно 15 км. На навколишніх гірських тундрах знаходяться зимові пасовища дикого північного оленя, який зберігся на Камчатці тільки на території Кроноцького заповідника. Форма вулкана є відокремленим конусом. Це поодинокий, сильно зруйнований льодовиками та ерозійними процесами конічний вулкан. 
Абсолютна висота - 2192 м. Вулкан входить до групи центральної ділянки Східнокамчатського вулканічного поясу.

## Фотогалерея

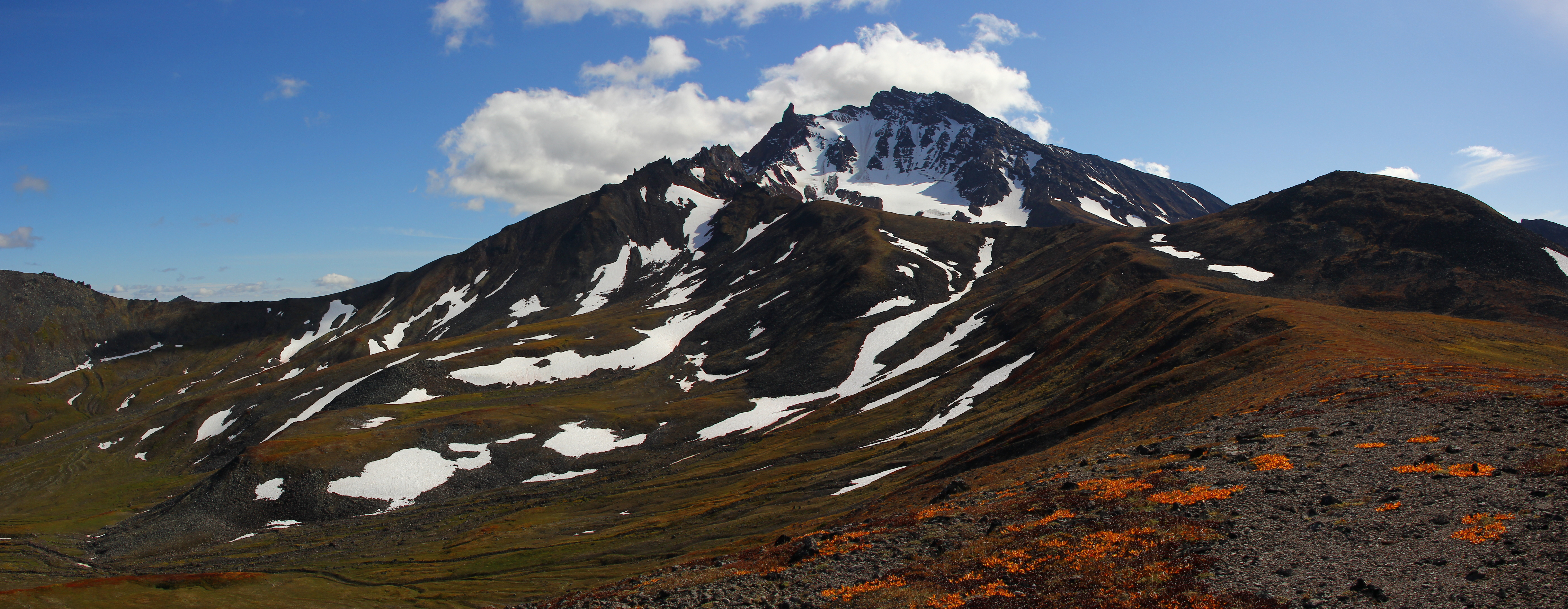
Сопка Унана
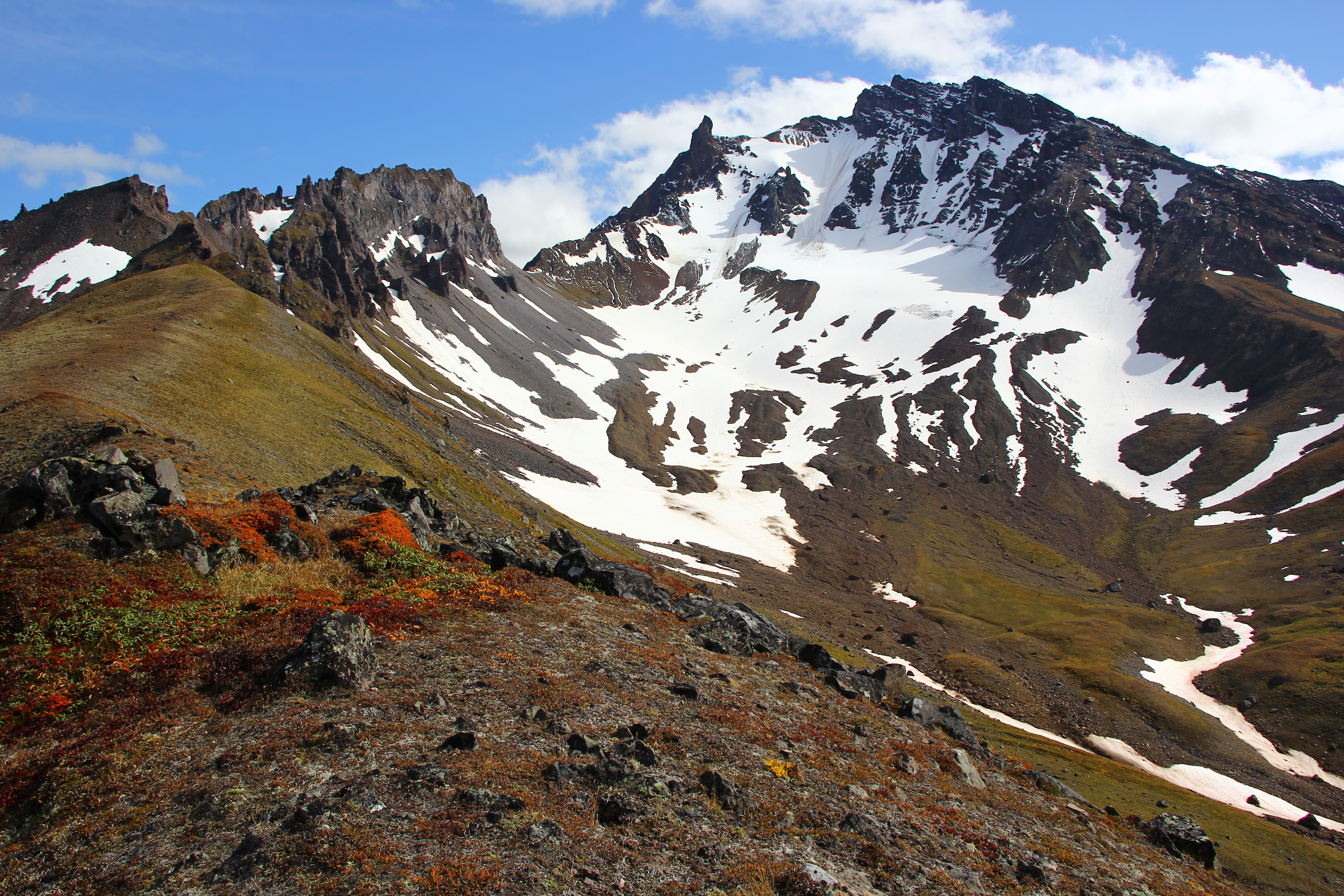
Унана
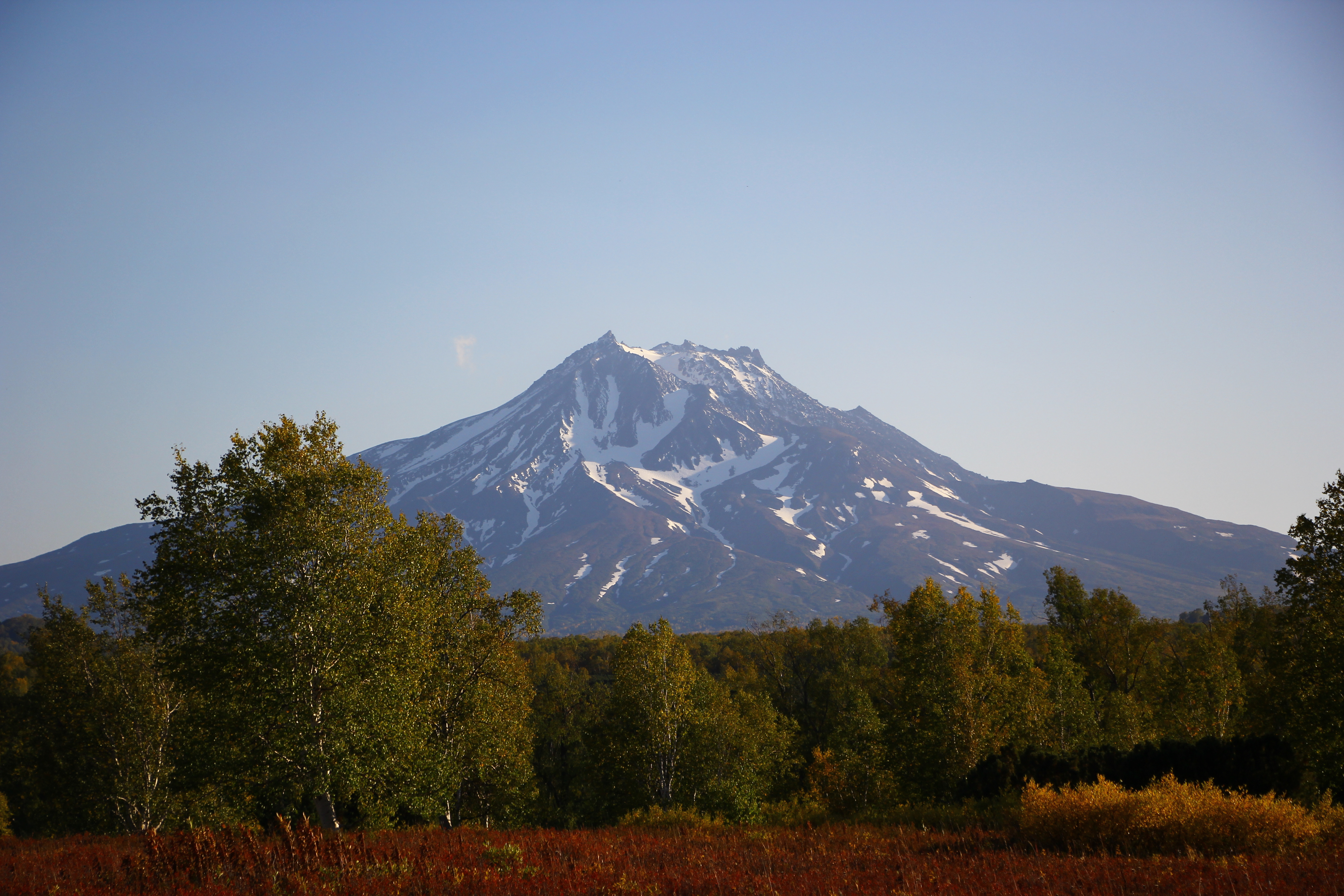
вулкан Унана
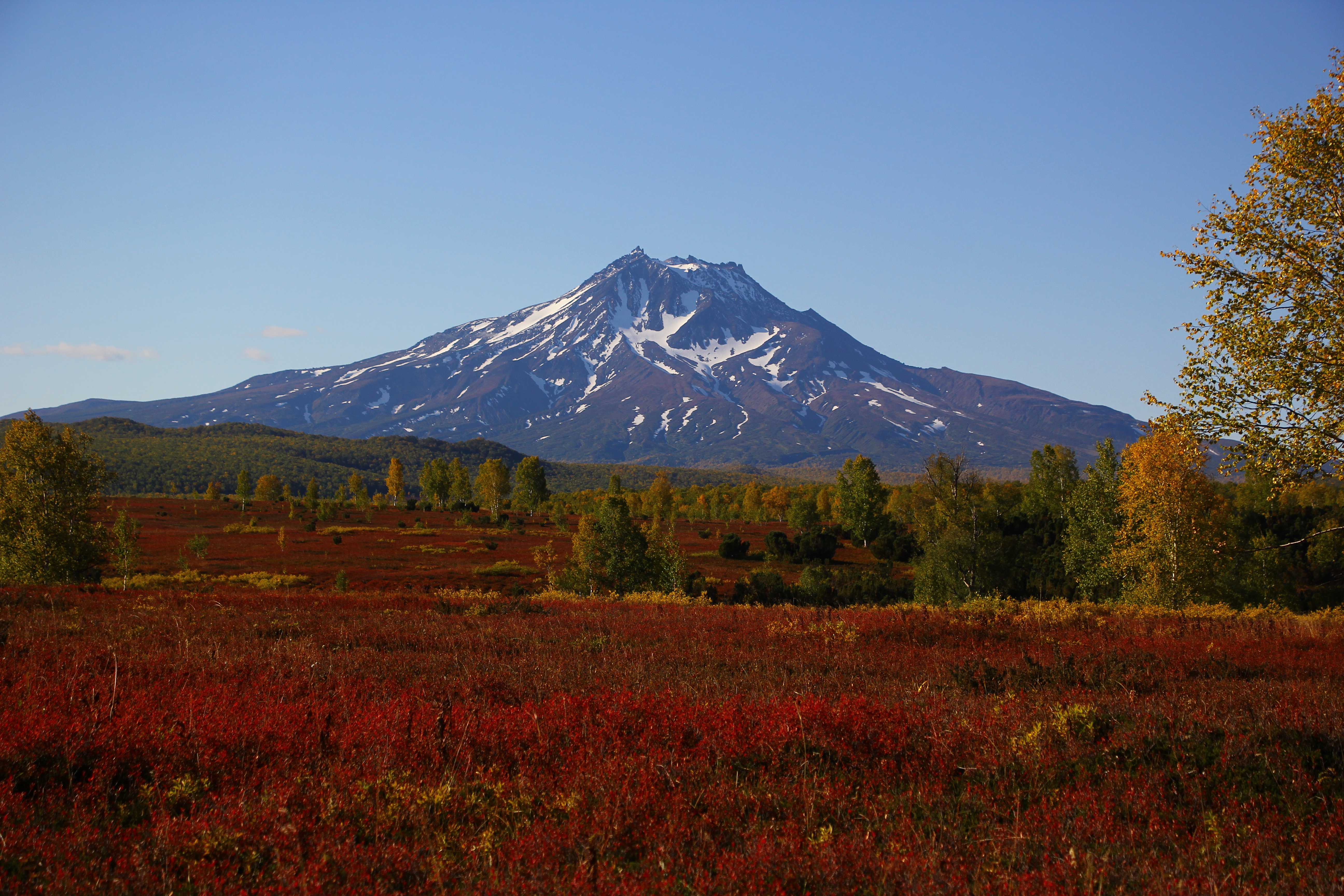
Унана у вересні
Сопка Унана, вдалині сопка Кронецька